# Phạm Hồng Phong
Phạm Hồng Phong (sinh năm 1962) là thẩm phán và chính trị gia người Việt Nam. Ông hiện là Phó Chánh án Tòa án nhân dân cấp cao tại Thành phố Hồ Chí Minh và đại biểu Quốc hội Việt Nam khóa 14 thuộc đoàn đại biểu tỉnh Hậu Giang. Ông từng là Đại biểu Quốc hội Việt Nam khóa 13, thuộc đoàn đại biểu Hậu Giang, Chánh án Tòa án nhân dân tỉnh Hậu Giang.
Phạm Hồng Phong hiện là Phó Chánh án Tòa án Nhân dân Cấp cao tại Thành phố Hồ Chí Minh.

## Xuất thân và giáo dục
Phạm Hồng Phong sinh ngày 22 tháng 4 năm 1962, người dân tộc Kinh, không theo tôn giáo nào.
Ông có quê quán tại xã Long Trị A, thị xã Long Mỹ, tỉnh Hậu Giang.
Ông có bằng Cử nhân Quản lý kinh tế nông nghiệp, bằng Thạc sĩ Luật, và bằng Cao cấp lý luận chính trị Đảng Cộng sản Việt Nam.
Tháng 5 năm 2016, ông đang là nghiên cứu sinh Tiến sĩ chuyên ngành Luật.
Ông có bằng ngoại ngữ Anh văn B1.

## Sự nghiệp
Từ năm 1982 đến năm 1987, Phạm Hồng Phong là Chuyên viên Ban Tổ chức chính quyền tỉnh Hậu Giang, học Đại học Quản lý kinh tế nông nghiệp tại Trường Kinh tế kỹ thuật tỉnh Hậu Giang.
Từ tháng 4 năm 1987 đến tháng 5 năm 1991, Phạm Hồng Phong là Cán bộ kỹ thuật Sở Nông nghiệp tỉnh Hậu Giang; Cán bộ Phòng Tổ chức Hành chính, Phòng Kho vận, Công ty Vật tư Tổng hợp Hậu Giang.
Từ tháng 5 năm 1991 đến tháng 4 năm 1995, Phạm Hồng Phong là Chánh Văn phòng Ủy ban nhân dân, Phó Chủ tịch xã Long Trị, huyện Long Mỹ.
Ngày 30 tháng 10 năm 1992, Phạm Hồng Phong gia nhập Đảng Cộng sản Việt Nam, thành đảng viên chính thức vào ngày 30 tháng 10 năm 1993.
Từ tháng 4 năm 1995 đến tháng 7 năm 1997, Phạm Hồng Phong là Phó Giám đốc Trung tâm Văn hóa thể thao huyện Long Mỹ, Phó Trưởng phòng Văn hóa – Thông tin – Thể thao huyện Long Mỹ.
Từ tháng 7 năm 1997 đến tháng 10 năm 2006, Phạm Hồng Phong là Thẩm phán sơ cấp, Bí thư Chi bộ, Phó Chánh án Tòa án nhân dân huyện Long Mỹ.
Từ tháng 10 năm 2006 đến tháng 4 năm 2014, Phạm Hồng Phong là Thẩm phán Trung cấp, Ủy viên Ban Cán sự Đảng, Bí thư Chi bộ Tòa án, Phó Chánh án Tòa án nhân dân tỉnh Hậu Giang.
Từ tháng 4 năm 2014 đến ngày 22 tháng 2 năm 2016, Phạm Hồng Phong là Tỉnh ủy viên, Bí thư Ban Cán sự Đảng, Bí thư Đảng bộ Tòa án, Thẩm phán cao cấp, Chánh án Tòa án nhân dân tỉnh Hậu Giang.
Chiều ngày 23 tháng 7 năm 2014, Phạm Hồng Phong được Chánh án Tòa án nhân dân tối cao Việt Nam Trương Hòa Bình công bố quyết định bổ nhiệm giữ chức vụ Chánh án Tòa án nhân dân tỉnh Hậu Giang thay cho ông Liêng Quang Thắng hết nhiệm kì. Lúc này Phạm Hồng Phong 52 tuổi, đang là Thạc sĩ Luật, Đại biểu Quốc hội Việt Nam khóa 13, thuộc đoàn đại biểu Hậu Giang.
Từ năm 2011 đến năm 2016, Phạm Hồng Phong là Đại biểu Quốc hội Việt Nam khóa 13, thuộc đoàn đại biểu Hậu Giang.
Ngày 22 tháng 5 năm 2016, Phạm Hồng Phong tiếp tục trúng cử Đại biểu Quốc hội Việt Nam khóa 14 tại tỉnh Hậu Giang.
Lúc này ông là Tỉnh ủy viên, Thẩm phán cao cấp, Chánh án Tòa án nhân dân tỉnh Hậu Giang, Ủy viên Ủy ban pháp luật của Quốc hội.
Ngày 3 tháng 2 năm 2018, Phạm Hồng Phong được Chánh án Tòa án nhân dân tối cao Việt Nam Nguyễn Hòa Bình bổ nhiệm giữ chức vụ Phó Chánh án Tòa án nhân dân cấp cao tại Thành phố Hồ Chí Minh. Thay thế ông làm Chánh án Tòa án nhân dân tỉnh Hậu Giang là Phó Chánh án Trương Đình Nghệ, sinh năm 1966.
Tháng 5 năm 2018, Phạm Hồng Phong là Phó Chánh án Tòa án nhân dân cấp cao tại Thành phố Hồ Chí Minh, Đại biểu Quốc hội Việt Nam khóa 14 tại tỉnh Hậu Giang.

## Phong tặng
- Bằng khen Thủ tướng Chính phủ[4]
- Chiến sĩ Thi đua toàn quốc[4]
- Thẩm phán giỏi[4]